# Conserva di Valverde
La Conserva di Valverde (nota anche come Bagni di Mario), è un sistema di captazione, raccolta e decantazione delle acque, realizzata nel 1563 dall'architetto Tommaso Laureti a Bologna.

## Storia
Il toponimo Bagni di Mario si affermò nel corso del XIX secolo quando la conserva venne erroneamente identificata con un centro termale romano di età repubblicana realizzato all'epoca del console Caio Mario.
L'edificio della Conserva di Valverde si qualifica come un elemento fondamentale, iscrivendosi a pieno titolo all'interno del grandioso progetto di rinnovamento cittadino promosso da papa Pio IV e messo in opera dal Cardinale Legato Carlo Borromeo e dal Vice Legato Pier Donato Cesi negli anni che seguirono la conclusione del Concilio di Trento.
La cisterna raccoglieva le acque dell'area di Valverde che riunendosi a quelle della Fonte della Remonda andavano ad alimentare due fontane pubbliche: la Fontana del Nettuno nella piazza omonima, e la cosiddetta  Fontana Vecchia lungo il prospetto nord del palazzo Apostolico (odierno Palazzo Comunale), affacciato sulla piazza dei Pollaroli, oggi tratto di via Ugo Bassi. Oltre alle fontane, il sistema riforniva il complesso del palazzo Apostolico: in particolare la Vasca dei Cavalleggeri e il Giardino dei Semplici, nella zona dove oggi sorge la Sala Borsa. Qui venne installata una fonte più riservata ad uso privato del Cardinale Legato e un pozzo costruito nel 1587 su progetto del Terribilia.
Il complesso, dopo essere stato ristrutturato, è stato reso visitabile e aperto al pubblico nel 2017.

## Struttura
La struttura della Conserva è impostata su due livelli.

### Livello superiore
Scendendo nel sottosuolo incontriamo, oltre ad un vestibolo, una spettacolare sala ottagonale (sovrastata da un'ampia cupola avente stessa forma) dove, nel piano di calpestio, sono scavate otto piccole vasche originariamente destinate a raccogliere l'acqua proveniente da quattro condotti che si inoltrano nella collina di Valverde. Da questi l'acqua usciva depurata mediante un procedimento di decantazione. All'interno del primo cunicolo si segnala la particolarità di un camino di aerazione completamente ricoperto da incrostazioni calcaree secolari. Sempre al livello superiore è presente una seconda piccola camera ottagonale, detta Cisternetta, dotata di un'ulteriore vasca di decantazione la quale è collegata, tramite una breve scala, alla sala principale. L'acqua che usciva da questa seconda camera scendeva al livello inferiore tramite un'apposita tubazione.

### Livello inferiore
Tutte le acque provenienti dal livello superiore procedevano all'interno di un cunicolo in mattoni fin nei pressi della chiesa di Santa Maria dell'Annunziata, dove si univano a quelle del condotto del Remondato, Fonte Remonda, che a sua volta raccoglieva le acque che scaturivano da san Michele in Bosco. Dalla Conserva di Valverde alla Fontana del Nettuno la distanza è di circa 2 km.

## Galleria d'immagini

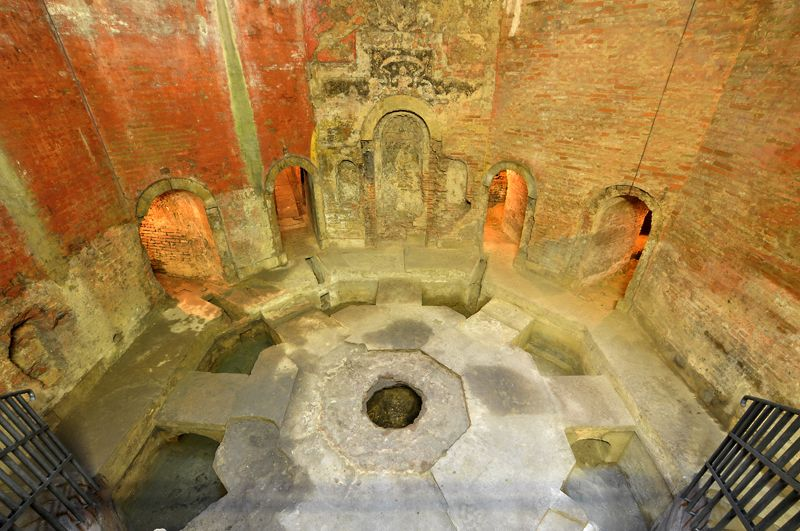
Livello superiore – Sala ottagonale con le vasche di raccolta dell'acqua. Il foro centrale mette in comunicazione il livello superiore con quello inferiore.
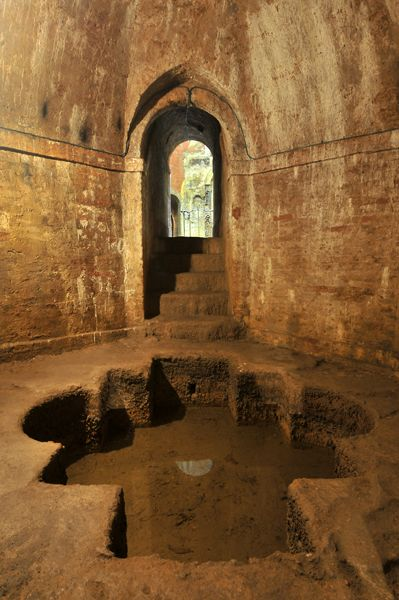
Livello superiore – La saletta ottagonale detta Cisternetta. In primo piano la vasca di decantazione secondaria.
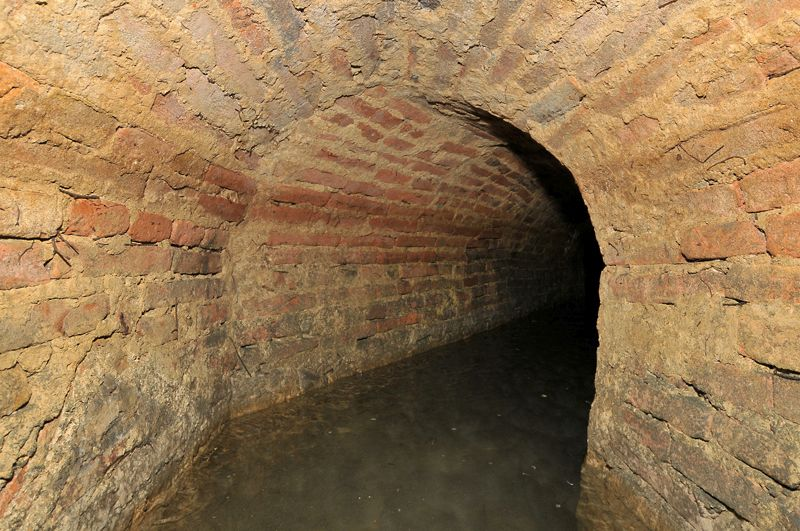
Livello inferiore – Le acque provenienti dal livello superiore procedevano all'interno di un cunicolo in mattoni. Tratto di cunicolo a tutto sesto.
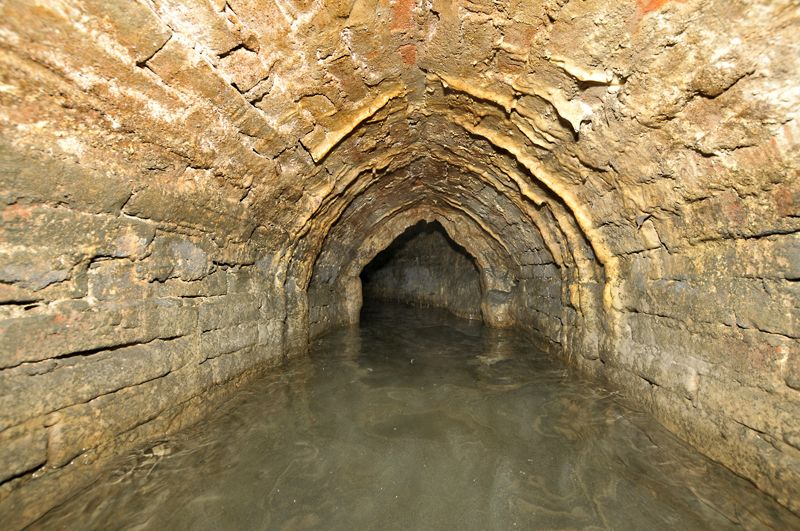
Livello inferiore – Tratto di cunicolo a sesto acuto.